# Sœur Marie des Anges
Sœur Marie des Anges est un fragment écrit par Honoré de Balzac, sans doute vers 1835, resté à l’état d’ébauche rattachée à La Comédie humaine et qui pourrait être le faux départ d’un roman.
Balzac avait fait paraître, sous ce titre, la deuxième partie des Mémoires de deux jeunes mariées. Pourtant, le fragment n’a aucun rapport avec le sujet, l’intrigue et la forme épistolaires des Mémoires de deux jeunes mariées. C’est un des mystères de la création balzacienne. Sœur Marie des Anges est également évoquée dans Le Député d'Arcis.
Balzac a décrit, le vendredi 16 janvier 1835, son projet à Évelyne Hańska en ces termes : « Sœur Marie-des-Anges est un Louis Lambert femelle. Vous lirez cela. C’est une de mes moins mauvaises idées. Ce sont les abîmes du cloître révélés ; un beau cœur de femme, une imagination exaltée, brûlante, tout ce qu’il y a de grand, rapetissé par les pratiques monastiques, et l’amour divin le plus intense tué de manière que la sœur Marie arrive à ne plus comprendre Dieu, dont le goût et l’adoration l’ont amenée là. »

## Thème
Il ne s’agit ici que d’une description assez mystérieuse d’un quartier : le Marais-Saint-Germain, des rues de ce quartier : la rue des Petits-Augustins, et d’un vieillard remarquable dont la physionomie indique qu’il venait . Ce vieillard, qui fut directeur d’un séminaire avant la Révolution, est devenu somnambule et « le jeune homme » (écrivain dans une mansarde et dont on ne saura rien d’autre) qui aperçoit sa silhouette fantomatique en reste à jamais changé…
Le second « faux départ » du fragment parle d’un « Lucifer à l’agonie » et cette fois c’est le narrateur (le jeune homme ?) qui parle à la première personne. « Il fit apparaître, au milieu de son récit fantasque, une figure de sainte, femme adorée, dépeinte en quelques phrases […] », tandis qu’un autre ami lui relate sa rencontre avec un jeune Anglais « d’une beauté qui ne pouvait se comparer qu’à celle d’Antinoüs ».